# 奕臣·布加魯
奕臣·杜斯山度士·卡度素（Edson dos Santos Cardoso，1982年4月6日—），一般稱為奕臣·布加魯（Edson Bugrão），生於巴西聖保羅，巴西足球運動員，司職前鋒。

## 外部連結
- 香港足球總會網頁球員註冊資料
- Conteúdo Esportivo （页面存档备份，存于）
- SoccerWay[永久]